# Luis Fernando Castillo Mendez
Luis Fernando Castillo Méndez (ur. 4 grudnia 1922 r. w Caracas, Wenezuela, zm. 29 października 2009 r. w Brasília, Brazylia) – brazylijski duchowny katolicki, prymas Brazylijskiego Apostolskiego Kościoła Katolickiego w latach 1961 – 2009.